# Столяров, Геннадий Константинович
Геннадий Константинович Столяров (род. 1933) — советский учёный, ветеран вычислительной техники.

## Биография
Родился 24 октября 1933 года в городе Вольске Саратовской области.
В 1957 году окончил Ленинградский военно-механический институт по специальности инженер-механик.
В 1961 году заочно окончил Ленинградский университет по специальности математик.
В 1957—1959 годах участвовал в разработке компьютеров в составе системы противоракетной обороны.
Работал в НИИЭВМ. Был заместителем главного конструктора ЭВМ «Минск-1», «Минск-2», «Минск-23». Руководил разработкой программного обеспечения для ЭВМ «Минск».
В 1968 году перешёл в Институт математики Академии наук БССР.

## Награды и звания
- Государственная премия СССР (1970) — «за создание семейства универсальных ЭВМ второго поколения типа „Минск“ и освоение их серийного производства»
- Государственная премия Белорусской ССР (1982)
- Медаль «Пионер компьютерной техники» (2000)